# Бекард жовтощокий
Бекард жовтощокий (Pachyramphus xanthogenys) — вид горобцеподібних птахів родини бекардових (Tityridae).

## Поширення
Вид поширений на заході Південної Америки: в Еквадорі, Перу, на півдні Колумбії та на заході Бразилії. Його природні місця проживання - субтропічні або тропічні вологі низинні ліси та субтропічні або тропічні вологі гірські ліси.

## Підвиди
Таксон включає два підвиди:
- Pachyramphus xanthogenys xanthogenys Salvadori & Festa, 1898 – Колумбія, Еквадор
- Pachyramphus xanthogenys peruanus Hartert & Goodson, 1917 – Перу, Бразилія